# Sarah Jones (Schiedsrichterin)
Sarah Elyse Jones (* 3. Mai 1990 in Hamilton als Sarah Walker) ist eine neuseeländische Fußballschiedsrichterassistentin.
Seit 2014 steht Jones auf der Liste der FIFA-Schiedsrichter und leitet internationale Fußballpartien. Sie ist langjährige Schiedsrichterassistentin von Anna-Marie Keighley bei internationalen Fußballspielen, seltener von Finau Vulivuli.
Jones war unter anderem Schiedsrichterassistentin bei der U-20-Weltmeisterschaft 2014 in Kanada, bei der Weltmeisterschaft 2015 in Kanada, beim olympischen Fußballturnier 2016 in Rio de Janeiro, bei der U-17-Weltmeisterschaft 2018 in Uruguay, beim Algarve-Cup 2019, bei der Weltmeisterschaft 2019 in Frankreich, bei der Ozeanienmeisterschaft 2022 in Fidschi und bei der Weltmeisterschaft 2023 in Australien und Neuseeland (meist im Schiedsrichtergespann von Anna-Marie Keighley). Insgesamt leitete Jones sieben WM-Spiele bei drei Weltmeisterschaften.
Jones wird regelmäßig als Schiedsrichterassistentin in der australischen A-League Women und der A-League Men eingesetzt.